# Millwall Football Club
El Millwall Football Club es un club de fútbol de Inglaterra, del sudeste de la ciudad de Londres que juega en la Football League Championship. Fue fundado en 1885 bajo el nombre de Millwall Rovers. A pesar de no jugar en Millwall desde 1910, el club conserva dicha localización en el nombre. Desde entonces, y hasta 1993, disputó sus partidos en The Den, un estadio ya derruido de New Cross, fecha en la que se trasladó a su nuevo estadio, homónimo del anterior, radicado en South Bermondsey. El escudo es un león rampante, en referencia al apodo del equipo, (the lions, los leones). Si bien el uniforme tradicional consistía en camiseta y medias azules con pantalón blanco, el actual es totalmente azul, con un tono más oscuro; en recuerdo a las raíces escocesas del club y al primer equipo del Millwall Rovers, que vistió hasta 1936. En 2004, se clasificó por primera vez para una competición europea, la Copa de la UEFA; gracias a su clasificación para la disputa de la final de la FA Cup. En esta última competición, llegó a semifinales en otras tres ocasiones (1900, 1903 y 1937). Acumula la mayoría de sus años de competición en la segunda y la tercera divisiones inglesas. Su mejor clasificación fue una décima plaza en la primera división. Está considerado el cuadragésimo club más exitoso del país. Mantiene una brutal rivalidad con otro equipo de la ciudad, el West Ham United, con quien ha disputado más de cien partidos desde 1899, en lo que se conoce como el derbi del sur y el este de Londres. Los hinchas del Millwall son conocidos por su cántico No one likes us, we don't care.

## Historia

### Los inicios y el cambio de ubicación (1885-1919)

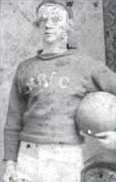
El primer equipo del Millwall Rovers (1885).

El Millwall Rovers fue fundado en 1885 por los trabajadores de la fábrica de enlatado y conservas J.T. Morton, en el área de Millwall, de la zona del este de Londres llamada Isla de los Perros. Fundada en Aberdeen en 1849 para abastecer de alimentos a los barcos, la compañía abrió su primera planta en los muelles de Millwall en 1872, atrayendo mano de obra de todo el país, incluyendo la costa este de Escocia, principalmente de Dundee. El secretario de aquel equipo era Jasper Sexton, hijo del propietario del pub The Islander, en el que el Millwall hacía sus reuniones.

El primer partido del Rovers fue el 3 de octubre de 1885 y cayeron derrotados por 5-0 contra el Fillebrook. 

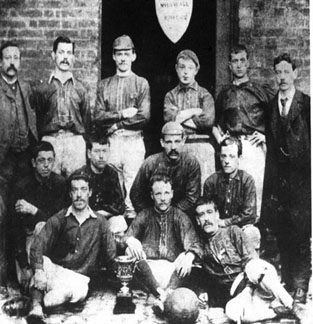
El Millwall Rovers con la East London Cup, 1887.

En noviembre del año siguiente, se formó la East End Football Association y se creó la Senior Cup Competition; a cuya final, jugada en Leyton Cricket Ground, llegó el Millwall Rovers. El partido acabó con empate a cero y ambos clubes compartieron la copa. El Millwall revalidó el título los dos años siguientes, haciéndose así con su propiedad.

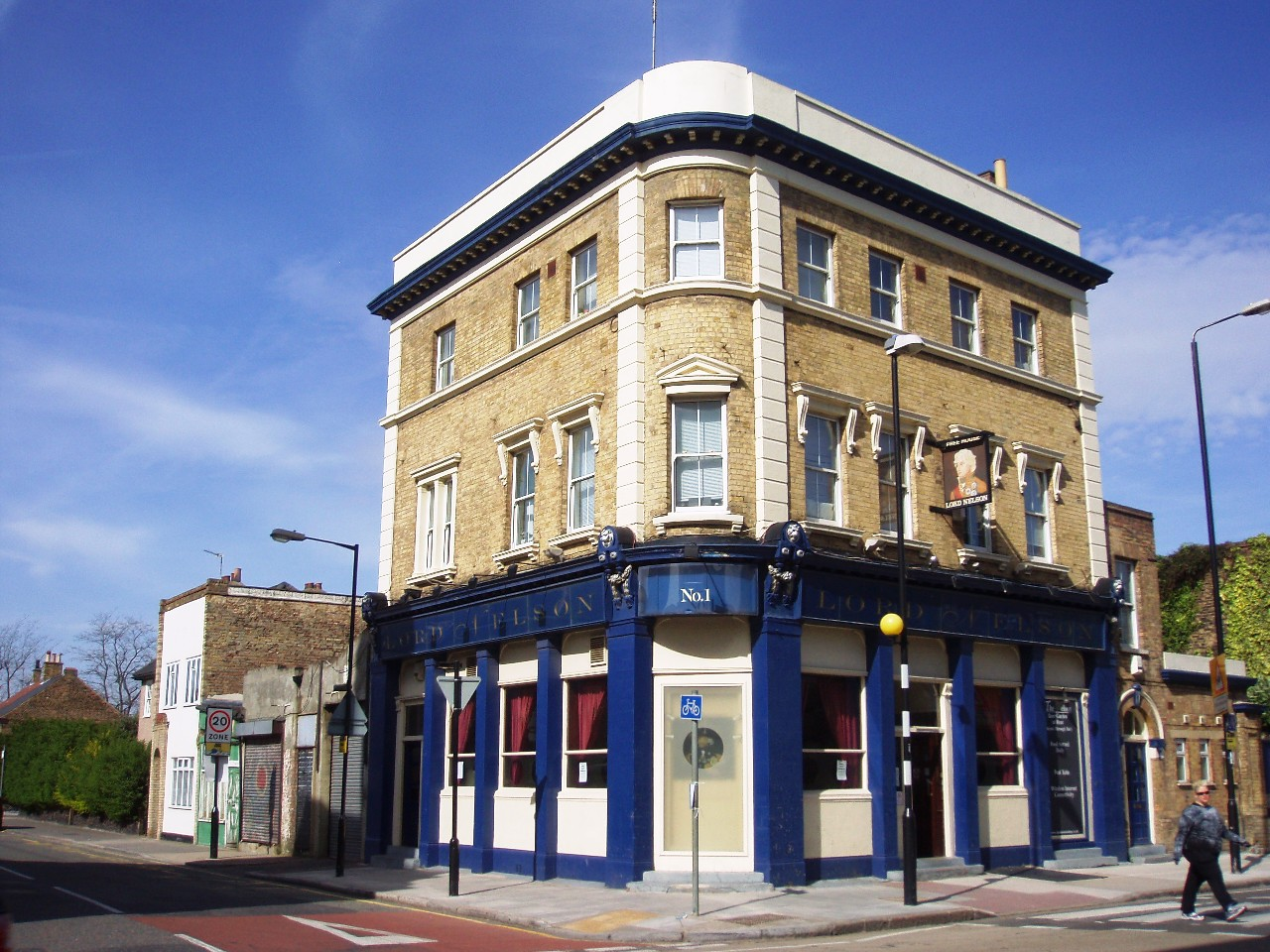
De 1886 a 1890, el Rovers jugó en un campo situado detrás del pub de Lord Nelson.

En abril de 1889, cambiaron su nombre a Millwall Athletic, inspirados por su traslado a su nuevo hogar: The Ahletic Grounds. Serán miembros fundadores de la Southern Football League, en la cual quedaron campeones las dos primeras temporadas y subcampeones, la tercera. El Millwall Athletic también fue campeón de la Western Football League en 1908 y 1909.
Se mudaron a The Den, en New Cross, en 1910; pagando por su construcción unas 10 000 libras. Su primer partido allí se saldó con derrota por 0-1 contra el Brighton & Hove Albion F.C.. Así, en los primeros veinticinco años de vida del club, ya había ocupado cuatro campos.

### Football League (1920-1963)
El Millwall, que desterró la denominación "Athletic" de su nombre, fue invitado a entrar a la Football League en 1920, junto a otros veintidós equipos, con la creación de la tercera división. La mayoría de los clubes dejaron la Southern League y siguieron los pasos del Millwall. El primer partido del Millwall en esta competición se jugó en 1920 en The Den y acabó con 2-0 frente al Bristol Rovers. Los leones ganaron los primeros once partidos en casa, encajando un solo gol.
En Copa, el Millwall se convirtió en un equipo temido; eliminando a los tricampeones de liga, el Huddersfield Town en la tercera ronda de la FA Cup de la temporada 1926/27, por 3-1.
Los partidos contra el Sunderland y el Derby County fueron vistos por más de 48.000 personas en los años treinta y cuarenta.

## Uniforme
| 1894-36 | 1936-39 | 1936-60 | 1960-64 | 1964-68 | 1968-75 | 1975- |

El equipo habitual del Millwall, durante toda su historia, consiste en camiseta y medias azules con pantalón blanco. Durante los primeros 50 años, hasta 1936, su color distintivo fue el azul marino, similar al de la selección escocesa, en homenaje a las raíces escocesas del club ya que gran parte de la primera plantilla del Millwall Rovers provenía de dicho país; concretamente, de la zona de Dundee. Fue en 1936 cuando se pasó a un azul más claro; color con el que jugó la mayoría de los siguientes setenta y cuatro años, a excepción de los periodos del 1968 al 1975 y del 1999 al 2001, en los cuales vistió totalmente de blanco. Coincidiendo con el 125 aniversario de su fundación, el club decidió recuperar su color original: el azul marino.

### Diseños
| 2016-17 | 2017-18 | 2018-19 | 2019-20 | 2020-21 | 2021-22 | 2022-23 |

### Patrocinio
| Periodo   | Proveedor   | Patrocinador principal | Patrocinador secundario |
| --------- | ----------- | ---------------------- | ----------------------- |
| 1975–80   | Bukta       | Ninguno                |                         |
| 1980–83   | Osca        | Ninguno                |                         |
| 1983–85   | Osca        | LDDC                   |                         |
| 1985–86   | Gimer       | London Docklands       |                         |
| 1986–87   | Spall       | London Docklands       |                         |
| 1987–89   | Spall       | Lewisham Council       |                         |
| 1989–90   | Spall       | Millwall               |                         |
| 1990–91   | Spall       | Lewisham Council       |                         |
| 1991–92   | Spall       | Fairview Homes PLC     |                         |
| 1992–93   | Bukta       | Fairview               |                         |
| 1993–94   | Bukta       | Captain Morgan         |                         |
| 1994–96   | Asics       | Captain Morgan         |                         |
| 1996–97   | Asics       | South London Press     |                         |
| 1997–99   | Asics       | L!VE TV                |                         |
| 1999–01   | Strikeforce | Giorgio                |                         |
| 2001–03   | Strikeforce | 24 Seven               |                         |
| 2003–04   | Strikeforce | Ryman                  |                         |
| 2004–05   | Strikeforce | Beko                   |                         |
| 2005–06   | Lonsdale    | Beko                   |                         |
| 2006–07   | Lonsdale    | Oppida                 |                         |
| 2007–08   | Bukta       | Oppida                 |                         |
| 2008–10   | Bukta       | CYC                    | Oppida                  |
| 2010–11   | Macron      | CYC                    | Matchbet                |
| 2011–15   | Macron      | Racing+                | Sasco Sauces            |
| 2015–18   | Macron      | Wallis Teagan          |                         |
| 2018–19   | Macron      | TWDrainage             |                         |
| 2019–Act. | Macron      | Husky Chocolate        |                         |

## Símbolos

### Escudo

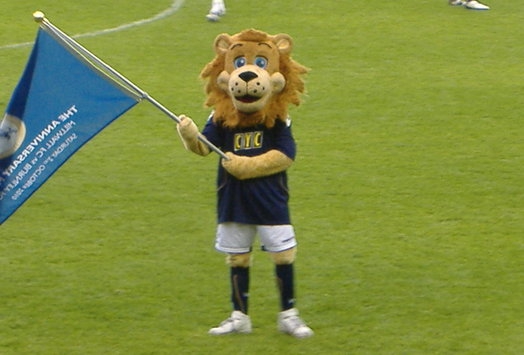
Zampa, mascota del Millwall.

El escudo es un león rampante desde 1936. Han existido diferentes versiones de este: en un primer momento, de color rojo; existiendo la falsa creencia de que se debía a las raíces escocesas del club. Desde 1956, y hasta 1974, consistía en dos leones rampantes, enfrentados entre sí; que sería vigente, de nuevo, otros ocho años, desde su recuperación en 1999. Actualmente, es un león en pleno salto el que aparece en el escudo, el cual apareció por primera vez en 1979 y fue reintroducido en 2007. La mascota del club, Zampa, también es un león, llamado así por la ubicación de The Den, Zampa Road.

### Apodos
El apodo original del club, The Dockers ("los estibadores"), fue cambiado por The Lions, en español "los leones"; por una noticia aparecida en la prensa, en la que se informaba de su victoria sobre el Aston Villa en la FA Cup del año 1900, en la cual se les denominaba "los leones del sur".
Adoptó, asimismo, el lema We Fear No Foe Where E'er We Go. En el año 2000, reconociendo su relación con los muelles de Londres, introdujo el día del estibador, en el cual los aficionados que se dedican a ese oficio tienen entrada gratis al estadio; e incluyó referencias a dichas raíces en su museo. Finalmente, en 2011, llamó a la grada este de The Den, Grada de los estibadores.

## Estadios
El Millwall nació en la Isla de los Perros y utilizó cuatro estadios diferentes en sus primeros veinticinco años de vida. Su primer campo fue trazado sobre una zona de tierra estéril llamada Glengall Road, donde sólo permaneció un año. Los cuatro siguientes jugó detrás del pub The Lord Nelson en East Ferry Road, antes de ser forzados a abandonarlo por su dueño, que recibió una oferta mejor por la propiedad.
Pasaron, entonces, a ocupar The Athletic Ground, su primer recinto construido específicamente para la práctica del fútbol, con una capacidad aproximada de entre diez mil y quince mil personas, con asiento para seiscientas. Forzados otra vez a abandonar su casa, se mudaron, en 1901 a North Greenwich. Se mantuvo en el este de Londres otros nueve años, jugando su último partido en Isle of Dogs en octubre de 1910.
Ese mismo año, cambiaron, una vez más, su sede; desplazándose esta vez Cold Blow Lane en New Cross, al sur de la ciudad. Ese estadio, The Den, tuvo un coste de construcción de diez mil libras y fue diseñado por el arquitecto Archibald Leitch. Le estrenaron frente el Brighton & Hove Albion, cayendo derrotados por 0-1. Durante ochenta y tres años disputaron allí sus encuentros de local, antes de trasladarse a su actual casa, The New Den, inaugurado en 1993, con un amistoso frente al Sporting de Lisboa. Tiene capacidad para 20.146 espectadores, todos ellos sentados. Con el tiempo, el nuevo estadio recuperó el nombre de su predecesor, conociéndose simplemente como The Den.

### Canciones tradicionales
Es habitual que, cuando el Millwall y su rival saltan al césped de The Den, la hinchada local entone el himno del club, el "Let 'em Come", escrito específicamente para el equipo y con una importante carga cultural londinense, como referencias a las anguilas en gelatina o a beber cerveza antes de asistir al encuentro. La canción termina con la afición de pie, con los brazos en alto, entonando la última frase. La canción sonó en Wembley en 2010, año en el que el Millwall consiguió el ascenso a la Championship. En los últimos años también se han escuchado con frecuencia canciones como "House of Fun" o "London Calling".

## Afición
El Millwall Football Club tiene la hinchada o una de las hinchadas más violentas de Inglaterra y cuando alguien les busca pelea ellos dicen... "Let them come".

## Rivalidades
Según Football Fans Census, el Millwall mantiene sus mayores rivalidades con el West Ham United, el Crystal Palace, el Charlton Athletic y el Gillingham.

### Máxima rivalidad
A pesar de que en los últimos años apenas se cruzan en competición (la mayoría de los encuentros tuvieron lugar antes de la Primera Guerra Mundial, el derbi entre el Millwall y el West Ham United se considera uno de los más importantes del mundo del fútbol. Desde su primer encuentro, en 1899, se han disputado más de cien de estos derbis; con un balance de treinta y ocho victorias para el Millwall, treinta y cuatro derrotas y veintisiete empates. A pesar de la violencia existente entre las dos hinchadas y las advertencias de que los próximos derbis se jugarían a puerta cerrada, se encontraron de nuevo en The Den en la temporada 2011-12, sin ninguna clase de impedimento y sin que se repitieran dichos problemas.

### Derbis del sudeste de Londres

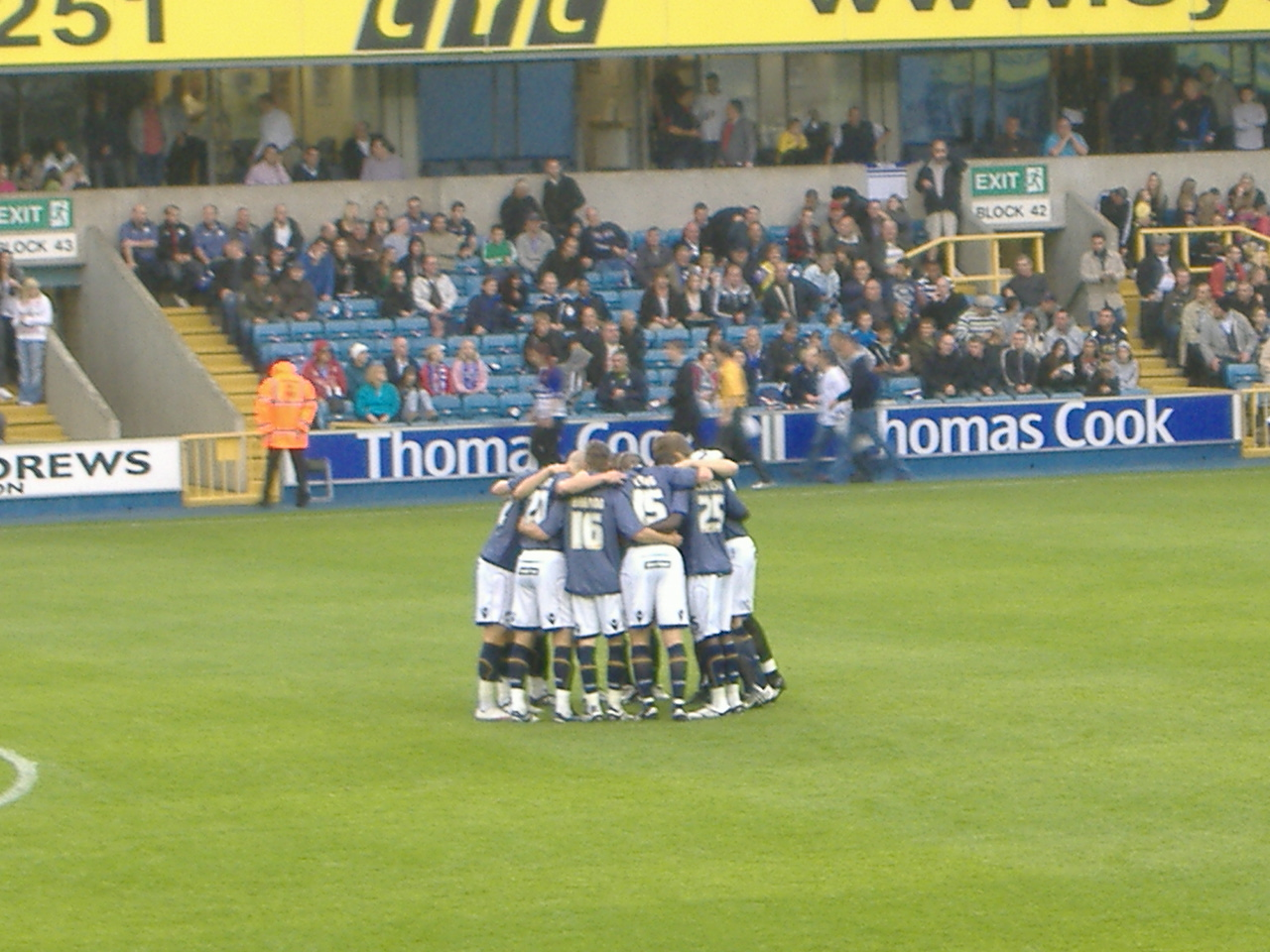
El Millwall hace piña antes del inicio del encuentro de su 125 aniversario.

Otro de los derbis del Millwall es el que le enfrenta al Chartlon Athletic, cuyo estadio, The Valley, apenas dista cuatro millas de The Den. Desde que se encontraran por primera vez en 1921, el Millwall ha ganado treinta y siete de estos partidos, empatado treinta y perdido veinticinco. En 2009, consiguieron la mayor cantidad de goles en este derbi, al empatar 4-4.
Al ascender en 2011 a la Championship, el Millwall reavivó su rivalidad con otro club de la zona, el Crystal Palace, con quien ya ha disputado ciento treinta partidos.

### Otras rivalidades
Asimismo, el Millwall mantiene una rivalidad con el Gillingham, equipo de Kent, al sureste de Gran Bretaña y el Leeds United. El enfrentamiento con este último nació en la temporada 2008-09 de la Football League One, en la que ambos pelearon por el ascenso. El Millwall ganó tres veces en la misma temporada al Leeds, eliminándole en las semifinales de la promoción de ascenso. La siguiente temporada, el Leeds superó en la última jornada, y por solo un punto, al Millwall; al cual le arrebató la plaza de ascenso directo, si bien, finalmente, los leones consiguieron el ascenso en la promoción.

## Jugadores

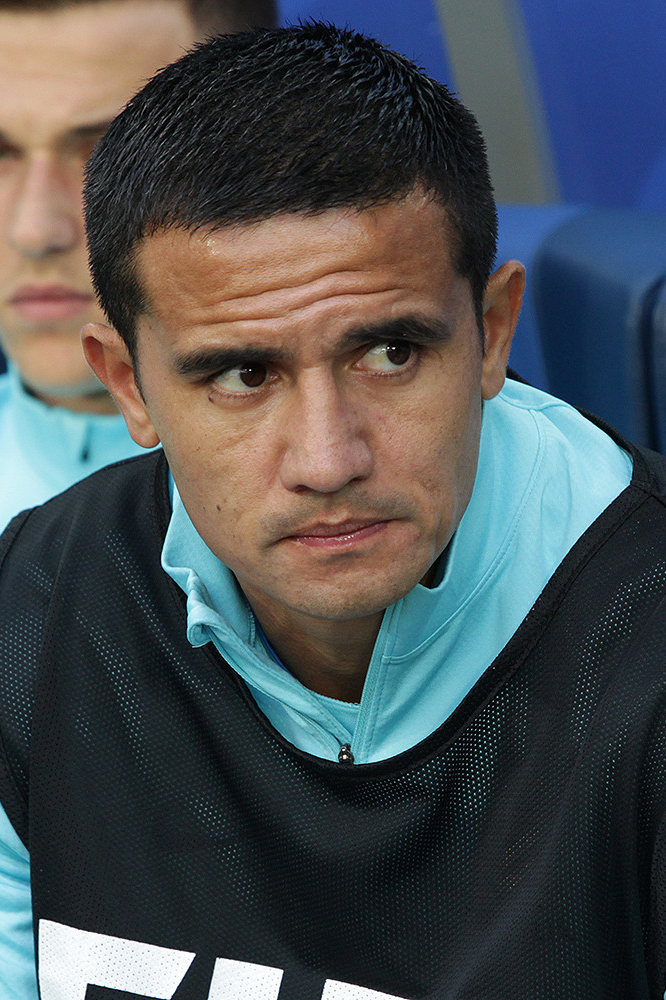
El australiano Tim Cahill, uno de los más reconocidos jugadores del club.

## Premios individuales

### English Football Hall of Fame
- Teddy Sheringham (2009)

### PFA Fans' Player of the Year
- Jay Simpson 2008, cedido por el Arsenal.

## Administración

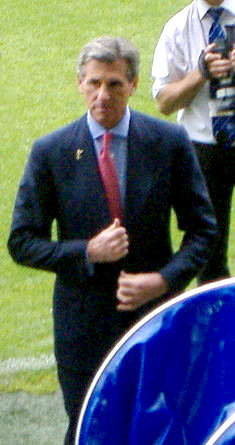
El presidente del Millwall, John Berylson.

### Directiva
- Presidente: John Berylson.
- Director ejecutivo: Andy Ambler.
- Directores: James T. Berylson, Constantine Gonticas, Trevor Keyse, Demos Kowaris, Richard S. Press y Peter Garson.
- Director general: Rick Bradbrook.

### Cuerpo técnico
- Entrenador: Gary Rowett.
- Segundo entrenador: David Livermore.
- Entrenador de los reservas: Callum Davidson.
- Entrenador de porteros: Lee Turner
- Encargado de las categorías inferiores: Scott Fitzgerald.

## Hitos y estadísticas
Semifinales de la FA CUP 2012-2013 donde perdió frente al Wigan Athletic de Roberto Martínez.

## Palmarés
- Football League Championship (1): 1988
- Football League One (1): 2001
- Football League Two (1): 1962
- Football League Group Trophy (1): 1983
- Copa FA Juvenil (2): 1979, 1981

## Participación en competiciones de la UEFA
| Temporada | Torneo   | Ronda | Club        | Ida | Vuelta | Global |
| --------- | -------- | ----- | ----------- | --- | ------ | ------ |
| 2004–05   | UEFA Cup | 1     | Ferencváros | 1–1 | 1–3    | 2–4    |